# كارل ألسويرث
كارل ألسويرث (بالإنجليزية: Carl Ellsworth)‏ هو كاتب سيناريو أمريكي، ولد في 1950 في لويفيل في الولايات المتحدة.

## وصلات خارجية
- كارل ألسويرث على موقع IMDb (الإنجليزية)
- كارل ألسويرث على موقع ألو سيني (الفرنسية)
- كارل ألسويرث على موقع أول موفي (الإنجليزية)
- كارل ألسويرث على موقع قاعدة بيانات الأفلام السويدية (السويدية)
- كارل ألسويرث على موقع قاعدة بيانات الفيلم (الإنجليزية)
- كارل ألسويرث على موقع كينوبويسك (الروسية)